# Pinhal Interno Nord
Il Pinhal Interno Nord è una subregione statistica del Portogallo, parte della regione Centro, che comprende parte del distretto di Coimbra e del distretto di Leiria. Confina a nord col Dão-Lafões, ad est con la Serra da Estrela e la Cova da Beira, a sud con il Pinhal Interno Sud ed il Medio Tago e ad ovest con il Pinhal Litorale e il Basso Mondego.

## Suddivisioni
Comprende 14 comuni:
- Alvaiázere
- Ansião
- Arganil
- Castanheira de Pera
- Figueiró dos Vinhos
- Góis
- Lousã
- Miranda do Corvo
- Oliveira do Hospital
- Pampilhosa da Serra
- Pedrógão Grande
- Penela
- Tábua
- Vila Nova de Poiares